# Jezična porodica
Jezična porodica označuje skupinu različitih jezika koje se grupira zajedno na temelju zajedničkoga porijekla. To znači da jezična obitelj tvori genetsku jedinicu gdje svi jezici potječu od zajedničkog jezika pretka.
Jezik iz kojeg su nastali drugi naziva se jezik predak ili jezik majka, a nastali su jezici potomci ili jezici kćeri. Naziv prajezik moguće je također rabiti umjesto jezik predak, ali on se danas obično upotrebljava samo za prvi jezik predak svih članova porodice.
Prva takva genetska jedinica koja je prepoznata u povijesti zapadne lingvistike jesu romanski jezici, a svi oni potječu iz latinskog. Međutim, latinski je opet dio veće porodice: indoeuropske jezične porodice. 
U slučaju ovakvih velikih jezičnih porodica izvorni jezik obično nije dokumentiran jer se govorio vrlo davno, ali njegova se svojstva mogu do određene mjere rekonstruirati sustavnom usporedbom pojedinačnih jezika. To je uglavnom uspješno, osobito u slučaju indoeuropskih jezika.
Poredbeno-povijesna lingvistika bavi se genetskim odnosima među jezicima. 
Klasifikacija jezika koja se ne temelji na zajedničkome podrijetlu, nego na sličnostima u samoj jezičnoj strukturi naziva se tipološka klasifikacija. Jezične porodice valja stoga razlikovati od jezičnih tipova. 

## Određivanje porodice
Nazivi genetsko jedinstvo i jezična porodica upotrebljavaju se često kao sinonimi. Ipak, neki ih odvajaju smatrajući porodicu najvećim mogućim genetskim jedinstvom.
Već spomenuti indoeuropski jezici tvore jezičnu porodicu i stoga genetsku jedinicu jezikā koja se može pratiti do zajedničkog jezika prethodnika, indoeuropskoga prajezika. Romanski jezici čine genetsku jedinicu unutar indoeuropskog jer svi potječu od latinskog. Strogo govoreći, romanski jezici ne čine jezičnu porodicu s obzirom na to da pripadaju široj cjelini, indoeuropskoj jezičnoj porodici. Ipak, izraz porodica romanskih jezika često se spominje.
Neki istraživači smatraju da se genetsko jedinstvo ili jezična porodica mogu takvima smatrati samo ako se mogu dokazati pravilne korespondencije u fonetskom razvoju među članovima porodice. Drugi određuju porodice primarno po sveobuhvatnoj leksičkoj i morfološkoj usporedbi. To jest usporedbom riječī i gramatikā različitih obitelji.
Neki istraživači nastoje spojiti postojeće (dokazane) porodice u velike porodice, zvane i natporodicama, primjerice u nostratičku ili altajsku. Ovi pokušaji dosada nisu zasada proizveli ništa uvjerljivo što bi većina znanstvenika mogla prihvatiti.
Nekim jezicima ne može se dokazati srodnost ni s jednim drugim jezikom: oni su izolirani. Takvi su baskijski, ajnu, etrurski, sumerski i drugi.

## Unutarnja organizacija
Nastojanje da se nađe genetska srodnost dvaju jezika temelji se na dvama pitanjima koja se ne mogu uvijek dobro odvojiti jedno od drugog:
- koji jezici pripadaju ovoj jezičnoj porodici
- u kakvu su odnosu dva jezika unutar porodice, drugim riječima kako izgleda genetsko stablo ove porodice?

U većini slučajeva prvo je pitanje poprilično lako objasniti, ali unutarnju strukturu porodice teže je definitvno odrediti.
Tako je, primjerice, danas relativno lako odrediti koji jezici čine sinotibetsku porodicu, ali unutarnja podjela u grane i podgrane nije još usuglašena. Čak se i unutar najbolje istražene porodice, one indoeuropske, još uvijek postavljaju pitanja u tom pogledu, a kontroverzne su i matematičko-statističke metode koje se rabe da bi se na njih odgovorilo (primjer je glotokronologija).
Jezici unutar porodice dijele se na potporodice, potom opet na grane, a ove na skupine ili grupe. Hrvatski je tako dio indoeuropske porodice, satemske potporodice (ona je danas odbačena kao realna podjela IE jezika), baltoslavenske grane, slavenske skupine i južnoslavenske podskupine.

## Tipološka i geografska klasifikacija
Genetska klasifikacija (podjela po podrijetlu) odvojena je od tipološke klasifikacije koja se temelji na obilježjima strukture jezika kao što su fleksija, aglutinacija, ergativnost, vokalna harmonija, prisutnost tona i tako dalje. Sličnosti u tipologiji mogu, ali ne moraju, značiti i postojanje zajedničkoga pretka dvaju jezika.
Kontaktna srodnost jezikā može dovesti do identifikacije saveza jezikā u kojima su sličnosti uključenih jezika posljedica dugotrajna kulturnog kontakta među govornicima bez obzira na genetsko podrijetlo njihovih jezika. Sličnosti su ovdje rezultat arealnih efekata.